# Balș
Balș – miasto w Rumunii, w okręgu Aluta. Liczy 25 tys. mieszkańców (2006).

## Demografia
- 1864 – 1700 mieszkańców
- 1884 – 2500
- 1921 – 5000
- 1938 – 5300
- 1948 – 6128
- 1973 – 11 578
- 1992 – 24 560
- 2002 – 21 195

Ludność według narodowości (2002):
- 20 552 Rumuni
- 619 Romowie
- 16 Węgrzy
- 2 Niemcy
- 1 Ukraińcy
- 1 Turcy
- 1 Chińczycy
- 1 Bułgarzy
- 1 Włosi
- 2 inni

Ludność według wyznania (2002):
- 21 043 prawosławni
- 47 Adwentyści Dnia Siódmego
- 36 baptyści
- 19 zielonoświątkowi
- 8 katolicy
- 5 ateiści
- 32 inne religie